# Sárvár
Sárvár (Duits: Kotenburg of Rotenturm an der Raab) is een stad in het comitaat Vas in Hongarije. De stad ligt op 26 km ten oosten van Szombathely en 48 km westelijk van Pápa.
Het Slot Sárvár valt onmiddellijk op als men Sárvár nadert. Het is gebouwd als een onregelmatige vijfhoek in renaissancestijl. Voor de geschiedenis van het slot kan men de bovenverdieping van het Nádasdy-museum, dat in het slot is ondergebracht, bezoeken.
Dit museum draagt de naam van een adellijke familie die een belangrijke rol speelde in de geschiedenis van Oostenrijk en Hongarije.
Leden van de familie bevorderden wetenschap en kunst.
Uit haar midden kwamen staatslieden en veldheren. Een van hen, Ferenc Nádasdy III, liet het slot in het midden van de 17e eeuw sterk uitbreiden. Deze Ferenc behoorde tot de samenzweerders van Hongaarse en andere edelen tegen de Habsburgers in Wenen.
Door de vrede van 1664 voelden de Hongaren zich in hun strijd tegen de Turken in de steek gelaten door Habsburg.
Met behulp van Lodewijk XIV van Frankrijk beoogden ze zich te bevrijden van de Turken én de Habsburgers.
Door onderlinge onenigheid en verraad lekte dit plan uit.
De leiders van de samenzwering, dus ook Ferenc Nádasdy III, werden in Wenen ter dood gebracht. Het slot Sárvár werd in beslag genomen en de schatten kwamen in de schatkamer in Wenen terecht.
In de daaropvolgende twee eeuwen verwisselde het kasteel telkens van eigenaar tot het in 1875 in het bezit kwam van het regerende vorstenhuis van Beieren, de Wittelsbachers.
Koning Ludwig III trok er zich terug toen na de Eerste Wereldoorlog (1919) het Beierse vorstenhuis zijn rechten op de troon verloor.
In het slotmuseum zijn waardevolle meubels van renaissance tot empire te zien, gobelins uit Vlaanderen, tapijten uit de Oriënt en kostbaar porselein.
Na het bezoek aan het kasteel is er ook het arboretum in de slottuin te bezoeken. Hier staan o.a. naaldbomen die in Hongarije weinig voorkomen. In Sárvár is verder een thermaal bad met het daarbij behorende Thermaal-hotel.

## Geboren in Sárvár
- Ferenc Nádasdy (1555-1604), graaf, generaal in het leger der Habsburgers